# 13733 Dylanyoung
13733 Dylanyoung eller 1998 RA59 är en asteroid i huvudbältet som upptäcktes den 14 september 1998 av LINEAR i Socorro County, New Mexico.  Den är uppkallad efter Dylan Howard Young.
Asteroiden har en diameter på ungefär 4 kilometer.